# سانتی ویلا (سیاستمدار)
سانتی ویلا (انگلیسی: Santi Vila؛ زادهٔ ۱۵ مارس ۱۹۷۳) مورخ، سیاستمدار، استاد دانشگاه، و تاجر اهل اسپانیا است.
در ۲ نوامبر ۲۰۱۷، اعضای ژنرالیتات کاتالونیا (دولت محلی) به دلیل انتشار اعلامیه استقلال کاتالونیا دستگیر شدند. برخلاف سایرین، برای سانتی ویلا جریمه ۵۰هزار یورویی پیشنهاد شد، زیرا وی سال‌ها پیش از انتشار این بیانیه، استعفا داده بود.
در نهایت، در ۱۴ اکتبر ۲۰۱۹، ویلا به دلیل نافرمانی به یک سال و ۸ ماه ممنوعیت از مشاغل دولتی و ۶۰هزار یورو جریمه محکوم شد.